# Ford Telstar
Der Ford Telstar war ein PKW mit Frontantrieb von Ford der in Asien, Ozeanien und Afrika verkauft wurde. Von seiner Größe her war das Fahrzeug vergleichbar mit dem europäischen Ford Sierra und dem amerikanischen Ford Tempo. Von der äußeren Erscheinung entsprach er dem jeweils aktuellen Mazda 626, auf dessen Plattform er aufgebaut war, hatte aber abweichende Motoren und Ausstattungen. Er ersetzte den Ford Cortina und war ebenfalls als Kombi erhältlich.  Gefertigt wurde er ab 1983 und blieb in verschiedenen Varianten bis 1999 in Produktion. In Ozeanien wurde er 1989 durch den Ford Corsair auf Nissan Basis ersetzt. Ab 1995 wurde dieser durch den Ford Mondeo, wie ab 1999 auch der Telstar, ersetzt.

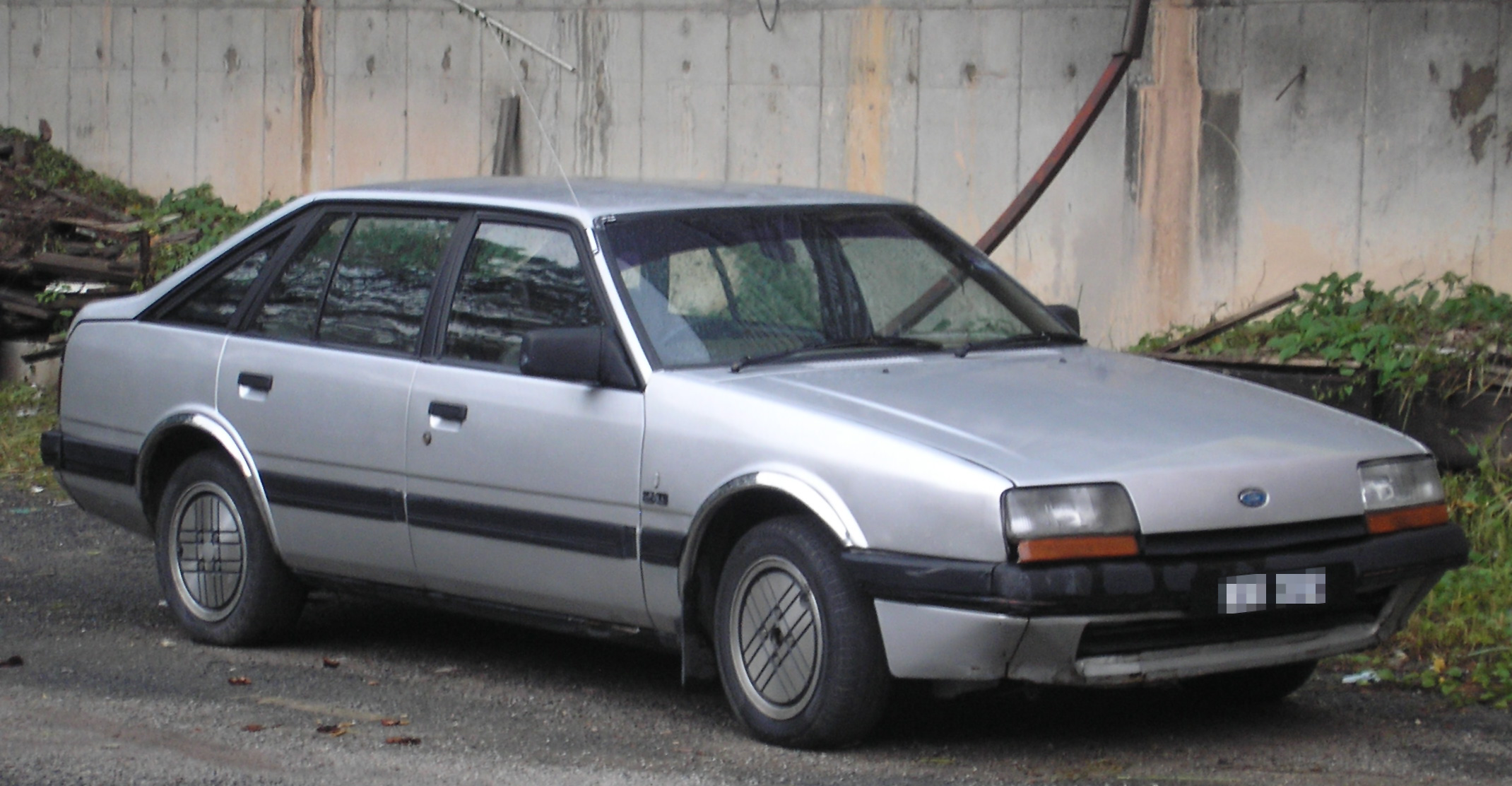
Ford Telstar (1983–1987)
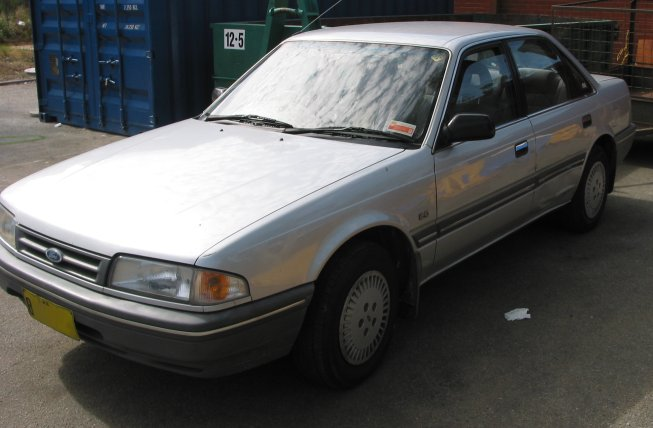
Ford Telstar (1987–1992)
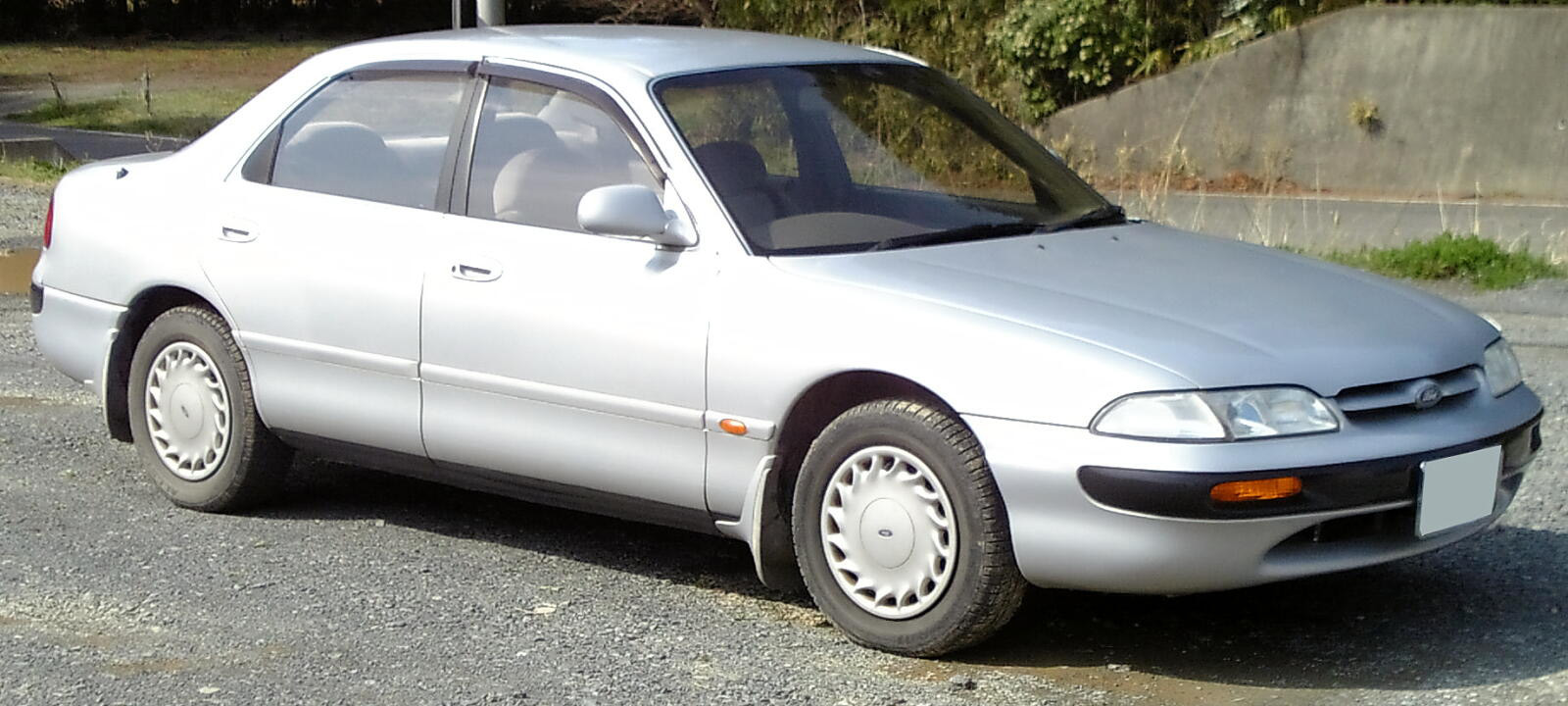
Ford Telstar (1991–1994)
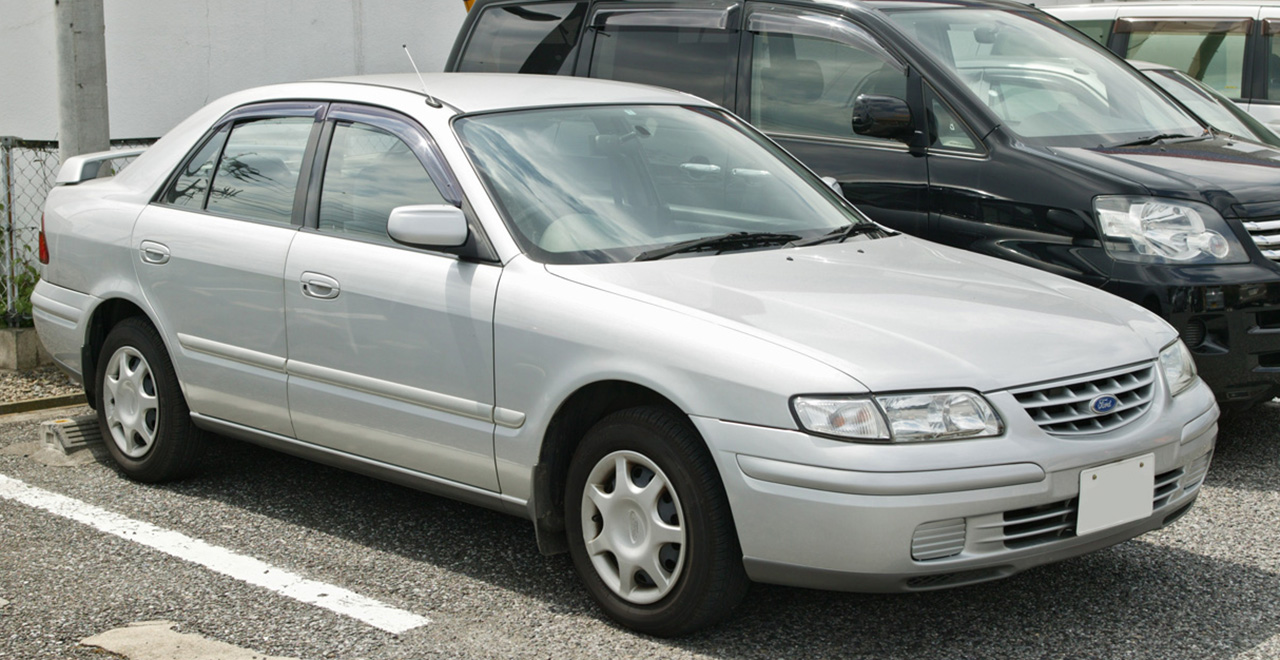
Ford Telstar (1994–1999)